# Episodi di The Beverly Hillbillies (ottava stagione)
L'ottava stagione della serie televisiva The Beverly Hillbillies è stata trasmessa in anteprima negli Stati Uniti d'America dalla CBS tra il 24 settembre 1969 e il 18 marzo 1970.
| nº | Titolo originale           | Titolo italiano                      | Prima TV USA      | Prima TV Italia |
| -- | -------------------------- | ------------------------------------ | ----------------- | --------------- |
| 1  | Back to the Hills          | Ritorno alle colline                 | 24 settembre 1969 |                 |
| 2  | The Hills of Home          | Urge marito per Elly                 | 1º ottobre 1969   |                 |
| 3  | Silver Dollar City Fair    | La scommessa di Nonna                | 8 ottobre 1969    |                 |
| 4  | Jane Finds Elly a Man      | Un taglialegna per Elly              | 15 ottobre 1969   |                 |
| 5  | Wedding Plans              | Elly, il matrimonio è vicino!!       | 22 ottobre 1969   |                 |
| 6  | Jed Buys Central Park      | "Questo matrimonio non s'ha da fare" | 29 ottobre 1969   |                 |
| 7  | The Clampetts in New York  | L'"onesto" John                      | 5 novembre 1969   |                 |
| 8  | Manhattan Hillbillies      | I Clampett a Central Park            | 12 novembre 1969  |                 |
| 9  | Home Again                 | Un paio di occhiali per Nonna        | 19 novembre 1969  |                 |
| 10 | Shorty Kellems Moves West  | Un Play-Boy di nome Shorty           | 26 novembre 1969  |                 |
| 11 | Midnight Shorty            |                                      | 3 dicembre 1969   |                 |
| 12 | Shorty Go Home             |                                      | 10 dicembre 1969  |                 |
| 13 | The Hero                   |                                      | 17 dicembre 1969  |                 |
| 14 | Our Hero the Banker        |                                      | 24 dicembre 1969  |                 |
| 15 | Buzz Bodine, Boy General   |                                      | 31 dicembre 1969  |                 |
| 16 | The Clampett-Hewes Empire  |                                      | 7 gennaio 1970    |                 |
| 17 | What Happened to Shorty?   |                                      | 14 gennaio 1970   |                 |
| 18 | Marry Me, Shorty           |                                      | 21 gennaio 1970   |                 |
| 19 | Shorty Spits the Hook      |                                      | 28 gennaio 1970   |                 |
| 20 | Three-Day Reprieve         |                                      | 4 febbraio 1970   |                 |
| 21 | The Wedding                |                                      | 11 febbraio 1970  |                 |
| 22 | Annul That Marriage        |                                      | 18 febbraio 1970  |                 |
| 23 | Hotel for Women            |                                      | 25 febbraio 1970  |                 |
| 24 | Simon Legree Drysdale      |                                      | 4 marzo 1970      |                 |
| 25 | Honest John Returns        |                                      | 11 marzo 1970     |                 |
| 26 | Honesty Is the Best Policy |                                      | 18 marzo 1970     |                 |